# Szczybały Giżyckie
Szczybały Giżyckie (niem. Sczyballen, 1928–1945 Schönballen) – wieś w Polsce położona w województwie warmińsko-mazurskim, w powiecie giżyckim, w gminie Giżycko.
W latach 1975–1998 miejscowość administracyjnie należała do województwa suwalskiego.